# Tatsuta Shizue
Tatsuta Shizue (em japonês:  龍田 静枝) (3 de novembro de 1903 – 21 de janeiro de 1962) era o nome artístico de Shizue Shiono, uma atriz japonesa que atuou em filmes mudos. Nascida na província de Yamagata, ela cursou brevemente a Universidade de Mulheres do Japão, mas não se formou. Mudando-se para Kyoto e ingressando no Shochiku Studio em 1924, ela posteriormente estrelou em mais de setenta filmes mudos, principalmente no papel de [[Modern girl|uma garota moderna. Seu último filme, Educating Father (おやぢ教育) foi lançado em 1935. Depois de se aposentar da atuação, ela abriu um bar em Tóquio, a cidade em que morreu aos 58 anos.

## Biografia
Shizue Shiono nasceu na prefeitura de Yamagata, no Japão, em 3 de novembro de 1903, embora mais tarde alegasse ter nascido em 1906. Depois de frequentar o colégio local, ela se mudou para Tóquio para estudar na Universidade de Mulheres do Japão, mas saiu antes de se formar com a ambição de se tornar fotógrafa. Em maio de 1924, ela se mudou para Kyoto e fez um teste para o Shochiku Studio, aparecendo em seu primeiro filme mudo, intitulado Kudō no hibiki (久遠の響) ou Throat Sound, no mesmo ano. Ela adotou o nome artístico de Shizue Tatsuta, sob o qual ela posteriormente apareceu em mais de setenta filmes, seu último, intitulado Oyaji kyōiku (おやぢ教育) ou Educating Father, sendo lançado em 1935. Durante seu tempo, ela trabalhou com diretores como Yasujirō Shimazu e Yasujiro Ozu. Ela então se aposentou e mudou-se para Ginza em Tóquio, abrindo um bar. Ela se casou com Aikichi Ikeda, um negociante de móveis de luxo, em 1938, com quem teve um filho. Ela morreu em 21 de janeiro de 1962 em sua casa em Setagaya, Tóquio.
Como atriz, Shizue frequentemente desempenhava o papel da garota moderna. No clima nacionalista da época, essa personagem costumava ter o papel de antagonista, estando sujeita a falhas inerentes que a levaram à queda em comparação aos valores japoneses mais tradicionais encarnados pela protagonista.

## Filmografia
A carreira de Shizue durou entre 1924 e 1935 e incluiu aparições nos seguintes filmes:
- 1924 Throat Sound (久遠の響)
- 1924 Pirate Island (海賊島)
- 1924 Deciduous Song (落葉の唄)
- 1925 Kouei is Hell (虚栄は地獄)
- 1926 Dawn of Tears (涙の黎明)
- 1927 Tears (涙)
- 1927 New Pearl (新珠)
- 1927 The Hero of the Sea (海の勇者)
- 1927 The Man Who Picked up Love (恋を拾った男)
- 1928 Weak People (弱き人々)
- 1928 Spring Hiraku (春ひらく)
- 1929 A New Kind of Woman (新女性感)
- 1930 An Introduction to Marriage (結婚学入門)
- 1930 I Love Women (女給 愛し)
- 1930 Sisters (姉妹篇)
- 1930 New edition, I am Sin Sakubei (新編, 己が罪作兵衛)
- 1930 Young Lady (お嬢さん)
- 1933 The Bride Talks (花嫁の寝言)
- 1935 Educating Father (おやぢ教育)